# Црква Св. цара Константина и царице Јелене у Наталинцима
Црква Св. цара Константина и царице Јелене у Наталинцима, насељеном месту на територији општине Топола, подигнута је 1889. године и припада Епархији шумадијској Српске православне цркве.
Црква у Наталинцима је почела да се гради 1882. године, а завршена и освештана је 3. децембра 1889. године. У овом храму налазе се иконе са старог иконостаса Саборне цркве у Београду.